# Gabela-akalat
De gabela-akelat (Sheppardia gabela) is een zangvogel uit de familie Muscicapidae (vliegenvangers). Het is een bedreigde, endemische vogelsoort in Angola.

## Kenmerken
De vogel is 13 cm lang. Het is een vliegenvangerachtige vogel die lijkt op de roodborst, maar dan zonder rode borst en nogal grauw en onopvallend gekleurd. Van boven is de vogel dofbruin en van onder lichtgrijs, met een lichtbruine band over de borst en een opvallend lichte keel die contrasteert met het lichtbruin op de borst. De vogel is schuw en daarom lastig waar te nemen.

## Verspreiding en leefgebied
Deze soort is endemisch in Angola. Het leefgebied bestaat uit de laatste resten primair en secundair natuurlijk bos in heuvelland boven de 1100 m, waar de vogel voorkomt in de ondergroei.

## Status
De gabela-akelat heeft een beperkt verspreidingsgebied en daardoor is de kans op uitsterven aanwezig. De grootte van de populatie werd in 2016 door BirdLife International geschat op 15 tot 30 duizend individuen en de populatie-aantallen nemen af door habitatverlies. Het leefgebied wordt aangetast door ontbossing waarbij natuurlijk bos wordt omgezet in gebied voor zelfvoorzieningslandbouw. Om deze redenen staat deze soort als bedreigd op de Rode Lijst van de IUCN.